# TT415
La tombe thébaine TT 415 est située à El-Assasif, dans la nécropole thébaine, sur la rive ouest du Nil, face à Louxor en Égypte.
C'est la tombe d'Amenhotep, médecin-chef d'Amon.